# Oleg Kornijenko
Oleg Walerjewitsch Kornijenko (russisch Олег Валерьевич Корниенко; * 28. Mai 1973) ist ein ehemaliger kasachischer Fußballspieler.

## Karriere
Oleg Kornijenko spielte als Verteidiger von 2001 bis 2008 bei Schachtjor Qaraghandy. Nach der Saison 2008 beendete er seine aktive Karriere.

## Nationalmannschaft
Kornijenko wurde zweimal in der Kasachischen Fußballnationalmannschaft eingesetzt.

## Erfolge
- Russischer Meister: 1995
- Kasachischer Meister: 2000, 2001